# Phyllanthus comosus
Phyllanthus comosus är en emblikaväxtart som beskrevs av Ignatz Urban. Phyllanthus comosus ingår i släktet Phyllanthus och familjen emblikaväxter. Inga underarter finns listade i Catalogue of Life.